# Лотурі-Енеску
Лотурі-Енеску (рум. Loturi Enescu) — село у повіті Ботошані в Румунії. Адміністративно підпорядковане місту Дорохой.
Село розташоване на відстані 395 км на північ від Бухареста, 34 км на північний захід від Ботошань, 129 км на північний захід від Ясс.

## Населення
За даними перепису населення 2002 року у селі проживали 378 осіб, усі — румуни. Усі жителі села рідною мовою назвали румунську.